# Pierełoje
Pierełoje (biał. Пералоі; ros. Перелои) – wieś na Białorusi, w obwodzie witebskim, w rejonie dokszyckim, w sielsowiecie Dokszyce.
Dawnej używana nazwa – Perełoje.

## Historia
W czasach zaborów w powiecie wilejskim w guberni wileńskiej Imperium Rosyjskiego.
W dwudziestoleciu międzywojennym wieś leżała w Polsce, w województwie wileńskim, w powiecie duniłowickim, od 1926 w powiecie dziśnieńskim, w gminie Porpliszcze, a następnie w gminie Dokszyce.
Według Powszechnego Spisu Ludności z 1921 roku zamieszkiwało tu 158 osób, 51 było wyznania rzymskokatolickiego, 107 prawosławnego. Jednocześnie 88 mieszkańców zadeklarowało polską przynależność narodową, 70 białoruską. Było tu 25 budynków mieszkalnych. W 1931 w 35 domach zamieszkiwało 172 osoby.
Wierni należeli do parafii rzymskokatolickiej w prawosławnej w Dokszycach. Miejscowość podlegała pod Sąd Grodzki w Dokszycach i Okręgowy w Wilnie; właściwy urząd pocztowy mieścił się w Dokszycach.
Po agresji ZSRR na Polskę w 1939 roku wieś znalazła się w granicach BSRR. W latach 1941–1944 była pod okupacją niemiecką. Następnie leżała w BSRR. Od 1991 roku w Republice Białorusi.